# بكباشي

علامة كتف بكباشي للقوات المسلحة التركية في العصر الحديث

بكباشي أو بنباشي (بالتركية: Binbaşı)‏ هي رتبة عسكرية في الجيش التركي، وقد نشأ مصطلحه في الجيش العثماني. واستخدم اللقب أيضًا لرائد في الجيش المصري الخديوي باسم بكباشي أو بمباشي خلال الفترة بين عامي (1805–1953). كما استخدمها الثوار الصرب باسم بيمباشا (بالصربية: Бимбаша)‏ في 1804-1817.
منذ إعادة هيكلة الجيش التركي الحديث في عام 1934، أصبحت تعني الرائد؛ ولكن في الجيش العثماني (وفي الجيش التركي قبل عام 1934، خلال السنوات الأولى للجمهورية التركية) كان المعادل الأكثر صحة للرتبة الغربية "رائد" هو كولاغاشي [الإنجليزية] (نقيب أول)، الذي رتبة أعلى من يوزباشي (نقيب) وأدنى من بكباشي.

## المعنى
البكباشي هي رتبة عسكرية تعادل رتبة مقدم، وهي مكونة من مقطعين (بيك) بمعنى ألف، وتقرأ الكاف نوناً، ومن (باش) بمعنى رأس، وهو رئيس ألف من الجند.